# Harvey Flaxman
Harvey Flaxman est un scénariste, producteur et acteur américain né en 1934 en Géorgie (États-Unis).

## Filmographie

### Comme scénariste
- 1966 : Intimacy
- 1970 : Interplay
- 1971 : Preacherman
- 1975 : The Night They Robbed Big Bertha's
- 1976 : Grizzly

### Comme producteur
- 1976 : Grizzly
- 1981 : Against Wind and Tide: A Cuban Odyssey

### Comme acteur
- 1976 : Grizzly: Reporter